# Harmonicenter
Harmonicenter (lettiska: Saskaņas Centrs, SC) är en före detta socialistisk politisk allians i Lettland, grundat 2005. Bland medlemspartierna återfanns bland annat Lettlands socialistiska parti och Harmoni. Trots att alliansen hävdat att det är den enda i Lettland där både ryssar och letter samarbetar tillsammans, bestod den främst av parlamentsledamöter från den rysktalande delen av landet. Partialliansen nådde stora framgångar i Lettlands parlamentsval den 17 september 2011, då det blev landets största parti. Alliansen upphörde 2014.